# Alsónyék
Alsónyék (vyslovováno [alšóňék]) je vesnice v Maďarsku v župě Tolna, spadající pod okres Szekszárd. Téměř bezprostředně sousedí s Bátaszékem. V roce 2015 zde žilo 760 obyvatel, z nichž jsou (dle údajů z roku 2011) 72,7 % Maďaři, 1,9 % Němci, 0,5 % Ukrajinci, 0,4 % Chorvati, 0,3 % Romové a 0,3 % Rumuni.
Sousedními vesnicemi jsou Alsónána, Bátaapáti, Mőcsény, Mórágy, Pörböly, Szálka a Várdomb, sousedním městem Bátaszék.